# Kapłani wedyjscy

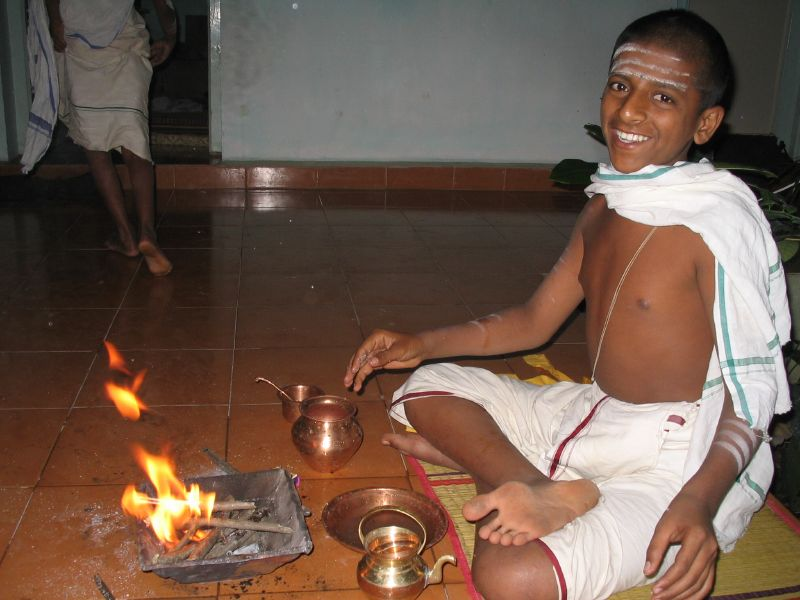
Bramiński chłopiec odprawiający agnihotrę

Kapłani wedyjscy – oficjanci ceremonii wedyjskich, którzy poprzez system ćaturaśrama a szczególnie gurukula, posiedli umiejętność recytacji oraz nabyli umiejętności rytualnych  w zakresie jednej z Wed.

## Agni
Najstarszym kapłanem i ofiarnikiem nazywany jest w Wedach Agni – bóg ognia.
Jako ogień przyjmuje ofiarę, spala ją i powoduje wzniesienie się jej do krain dew (dewaloka). Dzięki Agniemu zachodzi pośrednictwo w czynnościach kultowych, pomiędzy ludźmi a dewami (bogami).

## Kapłani
Wedy zalecały różnorodną aktywność rytualną, od ofiar praktykowanych w domach aż po wielkie ceremonie królewskie, gdzie pełna liczba oficjantów dochodzić mogła do szesnastu. W trakcie trwania rytuału, każdy z kapłanów pełni specyficzną rolę, bowiem w zakresie każdej z samhity (zbioru hymnów wedyjskich) kompetencje posiadała odmienna grupa kapłańska.
Nazewnictwo osób funkcyjnych:
- jadźamana – zlecający odprawienie ceremonii, opłacający jej koszty
- rytwidź – wedyjski ofiarnik, kapłan odprawiający regularnie ofiary
- czterech kapłanów:
  - hotry/hotar (trl. hotṛ) – kapłan wedyjski recytujący hymny Rygwedy
  - adhwarju (trl. adhvaryu) – kapłan wedyjski wypowiadający podczas czynności ofiarnych jadźus (wierszowane lub prozatorskie formuły ofiarne) zawarte w Jadźurwedzie
  - udgatar/ugatry (trl. udgātṛ) – kapłan wedyjski odśpiewujący samany z Samawedy
  - brahma (trl. brāhma, brahman[2]) – główny kapłan wedyjskiego rytuału, nadzorujący w milczeniu poprawność pozostałych